# Baphia brachybotrys
Baphia brachybotrys är en ärtväxtart som beskrevs av Hermann August Theodor Harms. Baphia brachybotrys ingår i släktet Baphia och familjen ärtväxter. Inga underarter finns listade i Catalogue of Life.